# Трасненский сельсовет
Трасненский сельсовет — упразднённая административно-территориальная единица, существовавшая на территории Рязанской губернии и Московской области до 1968 года.
Трасненский сельсовет был образован в первые годы советской власти. В конце 1920-х годов он входил в состав Зарайской волости Зарайского уезда Рязанской губернии.
В 1929 году Трасненский с/с был отнесён к Зарайскому району Коломенского округа Московской области.
5 апреля 1936 года к Трасненскому с/с был присоединён Солоповский с/с.
17 июля 1939 года к Трасненскому с/с были присоединены селение Ломтево упразднённого Ломтевского с/с и селение Соколово упразднённого Верхне-Масловского с/с. Одновременно селение Солопово-2 было передано из Трасненского с/с в Баребинский с/с.
12 апреля 1952 года из Трасненского с/с были переданы два селения: Ломтево — в Черневский с/с, Соколово — в Жемовский с/с (последнее позднее было возвращено).
14 июня 1954 года к Трасненскому с/с были присоединены Баребинский с/с и Болотненский с/с.
1 февраля 1963 года Зарайский район был упразднён и Трасненский с/с вошёл в Коломенский сельский район. 11 января 1965 года Трасненский с/с был передан в восстановленный Зарайский район.
20 декабря 1966 года из Трасненского с/с в Жемовский с/с вновь было передано селение Соколово.
10 сентября 1968 года Трасненский с/с был упразднён. При этом селения Баребино, Зименки-2, Солопово-2 и Трасна были переданы в Черневский с/с; селения Болотня, Бровкино и Иваньшево — в Хлоповский с/с; селение Солопово-1 было упразднено.